# Frédéric Soulié
Melchior-Frédéric Soulié de Lavelanet (Foix,  Ariège, 23 de diciembre de 1800-Bièvres, Essonne, 23 de septiembre de 1847) fue un novelista, dramaturgo, crítico y periodista francés, el menos famoso de los cuatro folletinistas del romanticismo en la primera mitad del siglo XIX (los otros son Honoré Balzac, Alejandro Dumas y Eugenio Sue), que constituyen la primera generación de autores de folletines. Escribió más de cuarenta de estas novelas por entregas, de las cuales la más famosa es Mémoires du diable (1837-8, 8 vols.), de género fantastique.

## Biografía
Melchior-Frédéric Soulié nació en Foix, hijo de un profesor universitario de filosofía de la Universidad de Toulouse, que se enroló en el ejército revolucionario en 1792 y fue licenciado por enfermedad, para establecerse después como funcionario de contribuciones. Vivió en diversas ciudades (en Mirepoix con su madre, en Nantes y Poitiers con su padre) antes de marchar a París para estudiar derecho; allí empezó a introducirse en política defendiendo la causa liberal, que había costado su puesto administrativo a su padre, que era bonapartista; acusado en una revuelta estudiantil de carbonario, fue por eso expulsado y tuvo que concluir su carrera de derecho en Rennes, vigilado por la policía. Entonces obtuvo un empleo como funcionario administrativo en Laval, donde su padre había recobrado de nuevo su puesto. Pero allí descubrió que solo le satisfacía ser un hombre de letras en París, y abandonó ese empleo en 1824 para marchar allí. En el futuro renunciará a tentadores puestos bien retribuidos de funcionario en Argelia y en el Consejo de Estado solo para poder ejercer su vocación de hombre de letras con absoluta independencia.
Frecuentó los salones literarios y empezó a publicar algunos poemas (Amours françaises, poèmes, suivis de trois chants élégiaques, 1824) y encontró un trabajo pane lucrando de director de un aserradero (1824-1828), luego trabajó en la Biblioteca del Arsenal. Pronto hizo amistad con los escritores Jules Janin, Casimir Delavigne y Alexandre Dumas. El 10 de julio de 1828 estrenó una adaptación del Romeo y Julieta de Shakespeare, interpretada en el Teatro del Odéon (París), que tuvo algún éxito. En octubre de 1829 su primera pieza teatral original, Christine à Fontainebleau, presentada en plena pelea entre el romanticismo y el neoclasicismo, recibió una acogida menos hostil por parte de estos últimos, pero fue prácticamente asesinada por la crítica. El 17 de junio de 1830 reapareció en el teatro con una sencilla pieza en dos actos, Une Nuit du duc de Montfort, que obtuvo más éxito y le deparó más dinero que sus dos tragedias anteriores, poco antes de participar con las armas en la mano en la revolución de 1830, lo que le valió la Cruz de Julio. Por entonces trabajaba como periodista para cubrir gastos, a menudo aportando crítica dramática. Fue él quien escribió el número uno de serie de La Presse de Émile Girardin, el primer diario de gran tirada. Sobre todo, allí empezó a publicar novelas. Al fin obtuvo un éxito resonante con el drama Clothilde (1832); y además se ganó respeto entre los narradores con su novela Les deux cadavres, también de 1832, llena de horrores, muertes y escenas sangrientas.
Empezó a escribir obras de regusto romántico macabro, escabroso y escandaloso, esto es, sensacionalistas, pero provistas de un admirable y cuidado estilo. Mémoires du diable, obra gigantesca, se publicó por entregas, inspirada en el Diable boiteux de Alain-René Lesage, pero de tema fáustico. Apareció a mediados de 1837 y concluyó en marzo de 1838. El vehículo de estas entregas fue el Journal des Débats, que acogió otras novelas suyas desde 1837 a 1845. Describía una sociedad en los planos más ocultos y atroces. El crimen, el incesto, el adulterio, la falsía hipócrita, todas las malas pasiones humanas se identificaban allí con personajes retratados bajo la engañosa apariencia del bien y el mal, la inocencia y la pureza. Tal hombre, perfectamente considerado, que gozaba de una alta reputación de probidad, no era más que vicios infames. Tal mujer, que fue destacada por su virtud, era solo hipocresía y libertinaje. La inmensa fama que adquirió esta publicación para Frédéric Soulié lo situó en la cima de la gloria literaria. 

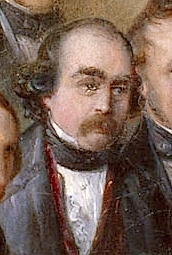
Detalle que representa a Frédéric Soulié en el óleo de François-Joseph Heim François-Guillaume Andrieux faisant la lecture de sa tragédie "Junius Brutus" dans le foyer à la Comédie Française le 26 mai 1828", pintado en 1847. Museo del Castillo de Versalles.

Al mismo tiempo, su tragedia de Romeo y Julieta, reestrenada en el Odéon, fue acogida con unánime aplauso. Durante el año 1839, Diane de Chivri, Le Fils de la Folle, su novela Le Maître d'école y Le Proscrit tuvieron un éxito legítimo. Inmediatamente después de su inmenso éxito Las memorias del diablo, publicó L' Homme de lettres y luego, en 1839, Seis meses de correspondencia: Diane y Louise y Le Maître d'école. Estas rápidas publicaciones no le impidieron escribir en L'Europe littéraire, La Mode, la Revue de Paris y La Chronique de Paris; publicaciones seriadas en Le Journal général de France, Le Journal des Débats, La Presse, La Quotidienne, Le Messager, Le Siècle; artículos en colecciones como Modern Paris, Family Museum o Children's Journal.
De 1840 a 1847, Frédéric Soulié publicó muchas novelas y al mismo tiempo hizo representar varias obras en el Théâtre de l'Ambigu, todas ellas con gran número de representaciones: L'Ouvrier, Gaëtan il Mammone, Eulalie Pontois, Les Amants de Murcie (de 1844, que es en realidad una refundición poco lograda de Los amantes de Teruel, 1837, de Juan Eugenio Hartzenbusch), Les Talismans, Les Étudiants y, finalmente, el 14 de octubre de 1846, La Closerie des genêts, cuyo éxito fue colosal. Era la adaptación teatral de una de sus novelas, La Comtesse de Monrion. Apenas un año después de este triunfo, Frédéric Soulié sufrió un percance cardíaco y, después de tres meses de sufrimiento, murió a los cuarenta y seis años en Bièvres, en su casa de campo en Abbaye-aux-Bois, el 23 de septiembre de 1847. Una gran multitud asistió a su funeral en la Eglise Sainte-Élisabeth du Temple y su entierro en el cementerio Père-Lachaise, donde Víctor Hugo pronunció un discurso y donde Alexandre Dumas, presionado por la multitud para decir algo, rompió en llanto. En el discurso fúnebre de Víctor Hugo se dice de él:

Era de esos hombres que no quieren deber nada a nadie, sino solo a su trabajo; que hacen del pensamiento un instrumento de honestidad y del teatro un lugar de enseñanza; que respetan a la poesía y al pueblo juntamente, que sin embargo tienen audacia [...] Queriendo trabajar mucho, trabajaba rápido, como si sintiera que se debía marchar dentro de poco.

Según la necrológica de El Católico, se convirtió al catolicismo poco antes de morir; su secretario y asistente durante sus últimos quince años, Achille Collin, concordó con este dato. Auguste Maquet, delegado de la Société des Auteurs Dramatiques, y Paul Féval, representante de la Société des Gens de Lettres, ambos destacados escritores de novelas por entregas, pronunciaron discursos en el Cementerio Parisino de Père Lachaise en 1875, con motivo de la inauguración de un monumento para recordar a Soulié, que ya estaba injustamente olvidado por esos años.

## Obras

### Poesía
- Amours françaises, suivies de trois chants élégiaques, poésies, Paris, Ladvocat, 1824

### Teatro

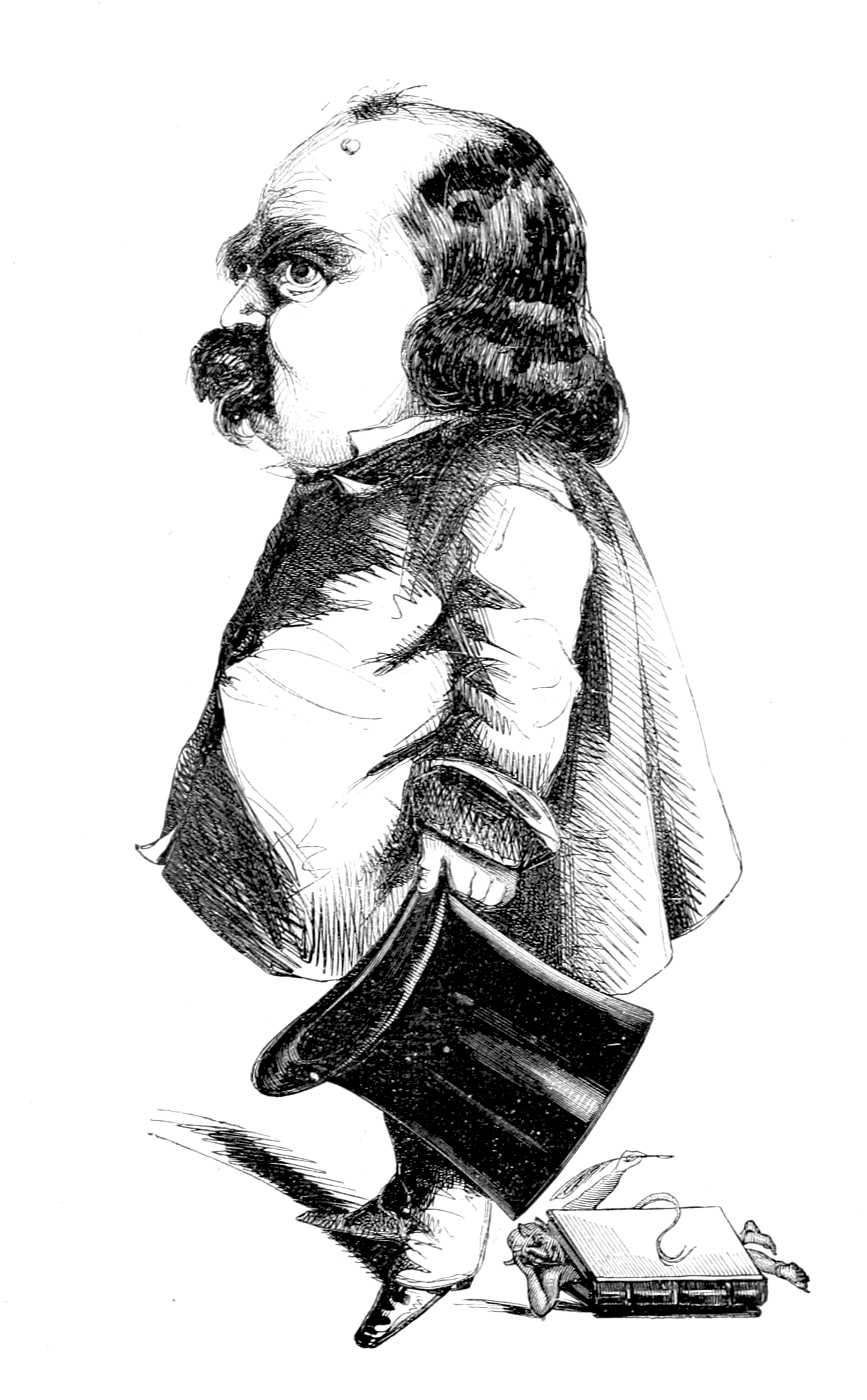
Caricatura de Frédéric Soulié

- Roméo et Juliette, tragédie en cinq actes et en vers (Odéon, 10 juin 1828). En Théâtre I, Paris, Souverain, 1840. Es una adaqptación de la tragedia homónima de William Shakespeare.
- Christine à Fontainebleau, drame en trois actes, en vers (Odéon, 13 octobre 1829). En Théâtre I, Paris, Souverain, 1840
- Une nuit du duc de Montfort, drame en un acte, en prose (Odéon, 1830)
- Nobles et bourgeois, drame en cinq actes et en prose, 1830
- La Famille de Lusigny, drame en cinq actes et en prose (Théâtre-Français, 15 octobre 1831. En Théâtre II, Paris, Souverain, 1840
- Clotilde, drame en cinq actes et en prose (Théâtre-Français, 11 septembre 1832. En Théâtre II, Paris, Souverain, 1840.
- L'Homme à la blouse, drame en cinq actes et en prose (Porte-Saint-Martin, 19 décembre 1832
- Le Roi de Sicile, drame en cinq actes et en prose, 1833
- Une aventure sous Charles IX, drame en cinq actes et en prose (Théâtre-Français, 20 mai 1834. En Théâtre II, Paris, Souverain, 1840.
- Les Deux Reines, opéra-comique (Opéra-Comique, 6 août 1835.
- Diane de Chivri, drame en cinq actes et en prose (Renaissance, 9 février 1839. En Théâtre III, Paris, Souverain, 1845.
- Le Fils de la folle, drame en cinq actes et en prose (Renaissance, 11 juillet 1839). En Théâtre IV, Paris, Souverain, 1842, sur ÖNB]
- Le Proscrit, drame en cinq actes et en prose (Renaissance, 7 novembre 1839). En Théâtre IV, Paris, Souverain, 1842
- L'Ouvrier, drame en cinq actes et en prose (Ambigu-Comique, 18 janvier 1840). En Théâtre III, Paris, Souverain, 1845.
- Gaëtan il Mammone, drame en cinq actes et en prose (Ambigu-Comique, 12 novembre 1842)
- Eulalie Pontois, drame en cinq actes (Ambigu-Comique, 18 mai 1843)
- Les Amants de Murcie, drame en cinq actes et en prose (Ambigu-Comique, 9 mars 1844.
- Les Talismans, drame fantastique (féerie) en cinq actes (Ambigu-Comique, 30 janvier 1845)
- Les Étudiants, drame en cinq actes et en prose (Ambigu-Comique, 1845)
- La Closerie des genêts, drame en cinq actes et en prose (Ambigu-Comique, 14 octobre 1846).
- Hortense de Blengie, drame en trois actes et en prose (póstuma, Ambigu-Comique, 15 janvier 1848).

### Novelas, novelas cortas, narraciones y cuentos

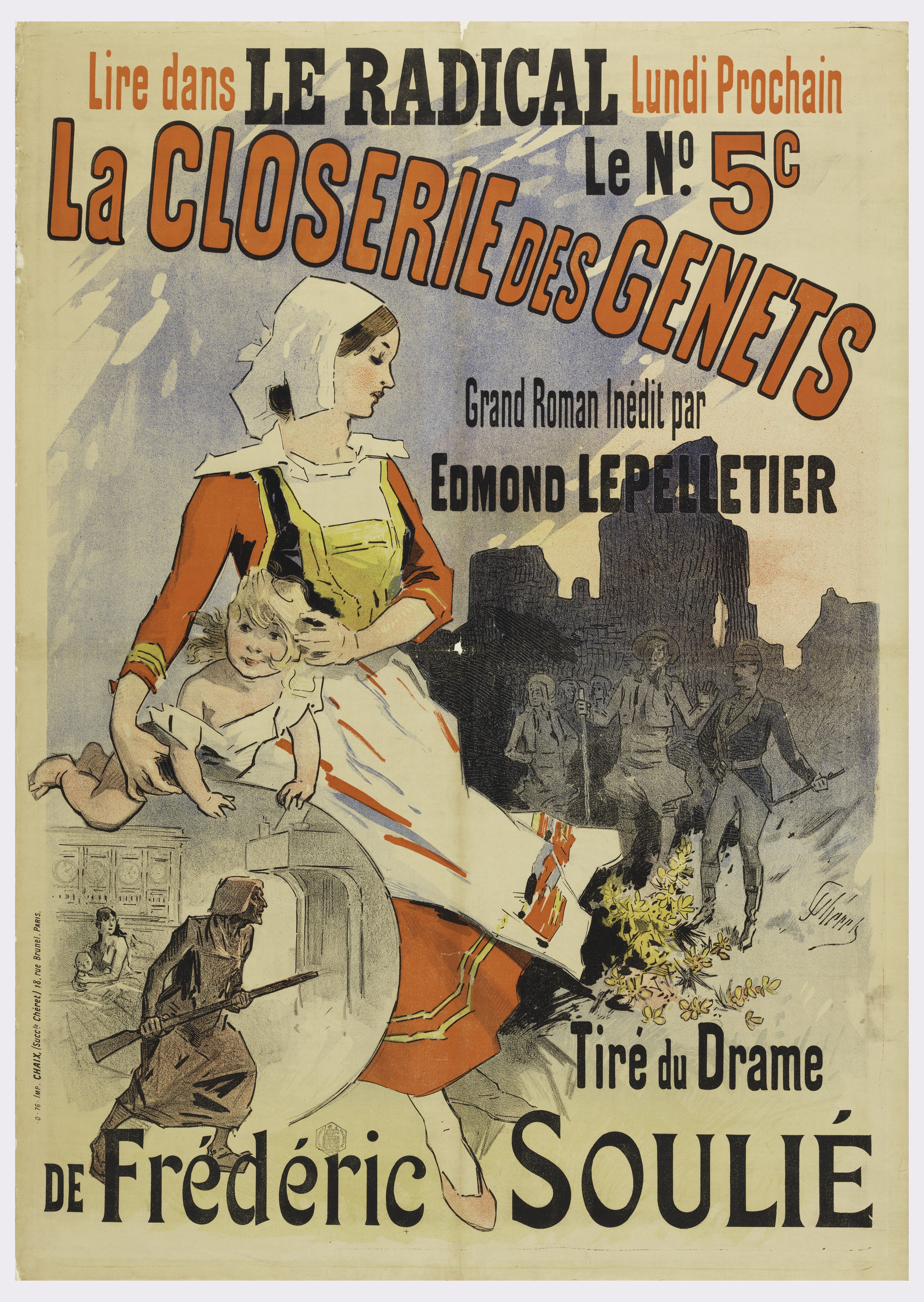
Afiche de una novelización de una de las más populares piezas teatrales de Soulié, en reposición de 1896, muchos años después de su fallecimiento

- Les Deux Cadavres, Paris, Gosselin, 1840
- Le Port de Créteil, novelas cortas, 1832. T. I (La Trappistine, La Lampe de Saint-Just, Étrennes des bons Ménages, Nuit du 28 au 29 juillet, Un Montmorency) Paris, Magen, 1843. T. II (Un Montmorency (suite), Mademoiselle de la Faille, Aimery Bérenger, L'Écrivain public, Le Sire de Terrides, L'Espionne, Scène de 1815, L'Orage) Paris, Magen, 1843.
- Le Magnétiseur, Paris, Gosselin, 1834, 2 vols.
- Le Vicomte de Béziers, Paris, Michel Lévy, 1860.
- Le Comte de Toulouse, Paris, Michel Lévy, 1870.
- Le Conseiller d'État, 1835 y Paris, Gosselin, 1841.
- Un été à Meudon, novelas cortas, Bruxelles, Meline, 1836, 2 vols. y en un vol. Paris, Michel Lévy, 1871 (La Nièce de Vaugelas, Message, La Grille du parc, Coelina, Tragédie Bourgeoise, Un nom, Le Rêve de Villebois)
- Deux séjours, province et Paris. Vol. I (Le Château de Montfillon, Souvenirs de l'Ariège, Visite fiscale dans la Mayenne) Paris, Souverain, 1836.
- Romans historiques du Languedoc : Première partie : Les Quatre Époques. Vol. I (Les Celtes, Les Gaulois), 1836 y Paris, Dumont, 1837. Vol. II (Les Romains, Les Chrétiens) Paris, Dumont, 1837. Deuxième partie : Sathaniel, 1836 y Paris, Dupont, 1837. T. I, Paris, Dupont, 1837. T. II, las partes tercera y cuarta son Le Comte de Toulouse y Le Vicomte de Béziers, ya aparecidos anteriormente.
- La Lanterne magique, histoire de Napoléon racontée par deux soldats, ouvrage pour la jeunesse, 1837 y Paris, Henriot, 1838.
- Les Mémoires du Diable, 1837-1838 y Paris, Michel Lévy, 1858.
- L'Homme de lettres, novelas cortas, 1838. v. I. Un malheur complet. Les Averses. v. II Les Deux Roses. La Your de Verdun. Misères du dimanche. Aventure du chat galant. Le Choix d'un nom. V. III: Un projet de loi. Léon Baburrus. Une Bohémienne au siècle XV.e. Les Deux Aveugles de 1525. Christine à Fontainebleau. Paris, Souverain, 1838.
- Six mois de correspondance - Diane et Louise, 1839. Y Paris, Librairie Nouvelle, 1857. Diane et Louise es la segunda novela contenida en esta edición, adespués de Le Maître d'école.
- Le Maître d'école, 1839. Bruxelles, Jamar, 1839.
- Un rêve d'amour, Paris, Dumont, 1840.
- Le Tombeau de Napoléon, 1840
- Petits contes militaires, 1840
- La Chambrière, Paris, Dumont, 1840
- Confession générale, 1840-1846. Paris, Le Constitutionnel, 1857, dos vols.
- Les Quatre Sœurs, 1841. Paris, Michel Lévy, 1858.
- Physiologie du bas-bleu, 1841. Paris, Aubert
- Le Château de Walstein, 1841. Paris, Souverain, 1841, 3 vols.
- Eulalie Pontois, 1842. Bruxelles, Jamar, 1840 y Paris, Michel Lévy, 1858.
- Marguerite, Bruxelles, Meline, 1842
- Les Prétendus, 1843. Paris, Michel Lévy, 1871
- Le Bananier, 1843. Paris, Michel Lévy, 1858
- Maison de campagne à vendre, 1843. Paris, Comptoir des Imprimeurs-Unis, 1843
- Le Château des Pyrénées, 1843. Paris, Comptoir des Imprimeurs-Unis, 1843, 5 vols.
- Huit jours au château, 1843-1844. En un solo volumen: Bruxelles, Meline, 1842La edición original apareció bajo el título de Les Mystères de province.
- Si jeunesse savait, si vieillesse pouvait, 1844. Paris, Michel Lévy, 1859.
- Au jour le jour, Bruxelles, Lebègue, 1844
- Les Drames inconnus, novela en cuatro partes (1846).Études de la vie sociale o La Maison numéro 3 de la rue de Provence. Paris, Librairie Nouvelle, 1857, vol. I, Aventures d'un jeune cadet de famille vol. II, Les Amours de Victor Bonsenne, vol. III; Olivier Duhamel vol. IV.
- La Comtesse de Monrion, 1846-1847. Première partie, La Lionne Paris, Librairie nouvelle, 1856. Seconde partie, Julie, Bruxelles, Meline, 1846.
- Les Aventures de Saturnin Fichet, 1847-1848. Paris, Michel Lévy, 1860, 2 vols.
- Le Comte de Foix, novela inacabada, 1852. Paris, Souverain, 1852, 2 vols.
- Le Veau d'or, novela inacabada concluida por Léo Lespès (sobrenombre de Delphine de Girardin), 1853. Paris, Le Siècle, 1856
- Contes pour les enfants, reunidos en 1859: Paris, Michel Lévy, 1859: L'Enfant des grenadiers de la garde, Eugénie ou L'Enfant sans mère, Le Roi de Rome, Le Sapeur de dix ans, M. Perroquet, L'Auberge de Sainte-Gabelle, Le Tour de France, La Mort d'un enfant, Le Petit pêcheur, Jane Grey ou La Reine de seize ans, La Lanterne magique, Bataille d'Austerlitz, Rivalité de Murat et de Davoust, L'Arc de triomphe de l'Étoile
- Les Quatre Napolitaines, novela inacabada, 1860. Paris, Michel Lévy, 1860
- Contes et récits de ma grand'mère, reunidos en 1866. Paris, Michel Lévy, 1866: Le Tour de France, Le Cocher du maréchal C., La Poupée de la fête aux Loges, L'Orpheline de Waterloo, Le Louis d'or, Louis Jacquot, Le Roi Jean, Le Conseiller au Parlement, La Mort de Duranti.